# Dina Eduardowna Galiakbarowa

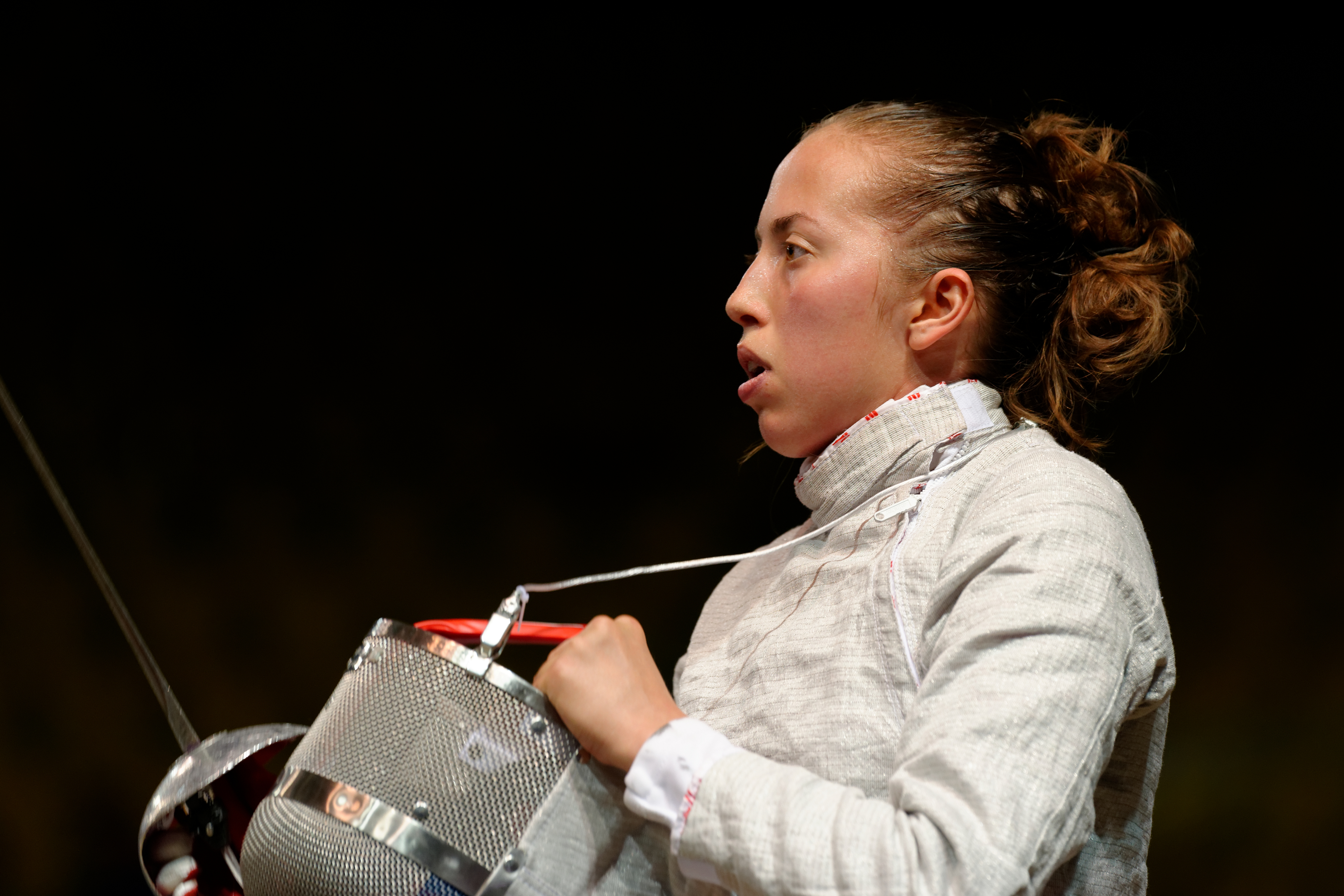
Galiakbarowa bei den Fechteuropameisterschaften 2014

Dina Eduardowna Galiakbarowa (russisch Дина Эдуардовна Галиакбарова; * 2. November 1991 in Bischkek, Kirgisien) ist eine russische Säbelfechterin und zweifache Weltmeisterin.

## Erfolge
Dina Galiakbarowa gewann 2009 und 2010 mehrere Junioren-Weltcup-Turniere sowie die Junioren-WM 2010 in Baku im Einzel.
Bei den Fechtweltmeisterschaften 2010 in Paris focht sie bei den Aktiven in der russischen Säbelmannschaft mit und wurde zum ersten Mal Weltmeister.
2011 gewann sie erneut die Fechtweltmeisterschaften in Catania mit der Mannschaft und die Juniorenweltmeisterschaften im Einzel, zusätzlich die U23-Einzeleuropameisterschaft und wurde Juniorenmannschaftseuropameisterin.
Bei den Fechteuropameisterschaften 2012 in Legnano und den Fechtweltmeisterschaften 2012 in Kiew gewann sie mit der Mannschaft.
2013 gewann sie mehrere Aktiven-Weltcup-Turniere sowie mit der Mannschaft die Fechteuropameisterschaften in Zagreb, bei den Fechtweltmeisterschaften wurde sie mit der Mannschaft knapp mit 44:45 Zweite hinter dem ukrainischen Team.
2014 wurde sie in Straßburg Mannschaftseuropameisterin.